# Campionati del mondo di ciclocross 1994
I Campionati del mondo di ciclocross 1994 (en.: 1994 UCI Cyclo-cross World Championships) si sono svolti a Koksijde in Belgio il 30 gennaio 1994.  
Sono state 2 le gare in programma.

## Podi
| Eventi          | Oro               | Tempo    | Argento             | Tempo | Bronzo          | Tempo   |
| Elite dettagli  | Paul Herijgers    | 1.00'38" | Richard Groenendaal | a 8"  | Erwin Vervecken | a 39"   |
| Junior dettagli | Gretienus Gommers | 39'48"   | Kamil Ausbuher      | a 24" | Ben Berden      | a 1'00" |

## Medagliere
| Pos.   | Nazione     | Oro | Argento | Bronzo | Totale |
| ------ | ----------- | --- | ------- | ------ | ------ |
| 1      | Paesi Bassi | 1   | 1       | 0      | 2      |
| 2      | Belgio      | 1   | 0       | 2      | 3      |
| 3      | Rep. Ceca   | 0   | 1       | 0      | 1      |
| Totale | Totale      | 2   | 2       | 2      | 6      |